# Wilfred Kirochi
Wilfred Oanda Kirochi (* 12. Dezember 1969) ist ein ehemaliger kenianischer Mittelstrecken- und Crossläufer.
Bei den Leichtathletik-Juniorenweltmeisterschaften gewann er 1986 in Athen und 1988 in Sudbury den Titel im 1500-Meter-Lauf. Außerdem gewann er das Juniorenrennen bei den Crosslauf-Weltmeisterschaften 1987 in Warschau und 1988 in Auckland.
Bald etablierte sich Kirochi auch im Erwachsenenbereich. Bereits 1987 wurde er bei den Afrikaspielen in Nairobi Zweiter über 1500 m. 1989 belegte er bei den Crosslauf-Weltmeisterschaften in Stavanger den dritten Platz im Langstreckenrennen. Bei den Commonwealth Games 1990 in Auckland gewann er die Silbermedaille im 1500-Meter-Lauf. Seinen wichtigsten und letzten großen internationalen Erfolg feierte er bei den Leichtathletik-Weltmeisterschaften 1991 in Tokio. Dort holte er über 1500 m die Silbermedaille hinter Noureddine Morceli und vor Hauke Fuhlbrügge. Indes verpasste Kirochi im folgenden Jahr bei den Kenianischen Meisterschaften die Qualifikation für die Olympischen Spiele 1992 in Barcelona.
Wilfred Kirochi ist 1,67 m groß und wog zu Wettkampfzeiten von 62 kg.

## Bestleistungen
- 1500 m: 3:32,49 min, 28. August 1992, Brüssel
- 1 Meile: 3:49,77 min, 6. Juli 1991, Oslo